# Sillage (bande dessinée)
Pour les articles homonymes, voir Sillage.
Sillage est une série de bande dessinée de science-fiction française créée et réalisée par le scénariste Jean-David Morvan et le dessinateur et coloriste Philippe Buchet. Les Color Twins ont travaillé à la mise en couleur sur les deux premiers tomes.
Publiée aux éditions Delcourt dans la collection Neopolis depuis 1998, la série compte vingt-quatre albums.
Deux albums hors-séries ont paru et trois séries dérivées ont vu le jour : Les Chroniques de Sillage (6 tomes publiés de 2004 à 2008), Nävis (5 tomes de 2004 à 2009) et Sillage - Premières Armes (2 tomes sortis en 2014 et en 2020).

## Synopsis
Sillage est le nom générique de l'ensemble des convois de vaisseaux spatiaux voyageant dans l'univers à la recherche de planètes à coloniser (voir tome 14 page 9 dernière case), et composé d'une multitude d'espèces différentes. On suit plus particulièrement les aventures de Nävis, seule humaine à bord d'un de ces convois, cherchant désespérément d'autres personnes de son espèce.
Dans le premier tome, la planète sur laquelle elle vit depuis sa naissance, élevée par un robot nurse et une tigresse, est colonisée par Sillage et Nävis est contrainte de rejoindre le convoi. En tant qu'humaine, elle présente une caractéristique qui la rend unique : son cerveau est imperméable à la télépathie. Ce qu'elle pense, la façon dont elle raisonne et ce qui la motive restent donc un mystère total pour les innombrables autres espèces du convoi.
Cette particularité qui peut aussi être vue comme une métaphore de la complexité de l'âme humaine, permet aux auteurs de développer de nombreux thèmes philosophiques ou politiques.
Dès le tome 2, elle devient un des meilleurs agents du conseil de Sillage, la Constituante, où ses aptitudes physiques et l'hermétisme de son cerveau font merveille.
Mais ses défauts d'humaine et sa jeunesse en font aussi et surtout un électron libre dont l'immaturité va avoir au fur et à mesure des albums des conséquences de plus en plus graves. On assiste donc au fil des albums à son entrée dans le monde des adultes, sa difficulté à se confronter à la réalité et au cynisme du monde qui l'entoure et sa quête pour comprendre ses origines.

## Albums

### Sillage
Les nombres en fin de ligne correspondent aux chiffres de ventes cumulés librairies/grandes surfaces en France (source : Panel Tite-Live - Consulté le 4 février 2010).
1. À feu et à cendres (1998)
2. Collection privée (1999) 20 000+
3. Engrenages (2000) 30 000+
4. Le Signe des démons (2001) 45 000+
5. (Ma vie pour les miens, 2002)
6. Artifices (2003)
7. Q.H.I. (2004) 58 000+
8. Nature humaine (2005) 59 000+
9. Infiltrations (2006) 52 000+
10. Retour de flammes (2007) 49 000+, édition spéciale 3 000+
11. Monde flottant (2008) 43 000+
12. Zone franche (2009) 33 000+
13. Dérapage contrôlé (2010)
14. Liquidation totale (2011)
15. Chasse gardée (2012)
16. Liés par le sang (2013)
17. Grands Froids (2014)
18. Psycholocauste (2015)
19. Temps mort (2016)
20. Mise à jour (2019)
21. Exfiltration (2022)
22. Transfert (2023)
23. Immersion (2024)
24. Concessions (2024)

Hors-séries :
1. Le Collectionneur (2002)
2. 1000 Nävis (2007) : collection de croquis et divers dessins de Nävis, pour la plupart inédits, par Philippe Buchet.

Recueils d'albums :
- Sillage - Premières Armes tomes 1 à 4 (2006) : édité en tirage limité à l'occasion des 20 ans de Delcourt.
- Sillage - L'intégrale tomes 1 à 3 (2009)
- Sillage - L'intégrale tomes 4 à 6 (2010)
- Sillage - L'intégrale tomes 7 à 9 (2011)
- Sillage - L'intégrale tomes 10 à 12 (2011)
- Sillage - L'intégrale tomes 13 à 15 (2013)
- Sillage - L'intégrale tomes 16 à 18 (2016)
- Sillage - L'intégrale tomes 19 à 21 (2023)

### Les Chroniques de Sillage
Recueils d'histoires courtes réalisées en collaboration avec différents dessinateurs et coloristes.

### Nävis
Raconte l'enfance du personnage principal de la série. Réalisé en collaboration avec José-Luis Munuera et Christian Lerolle.

### Sillage - Premières Armes
Raconte les premières missions de Nävis comme agent spécial de Sillage. Ces aventures se situent entre les tomes 2 et 3 de la série-mère. Réalisé en collaboration avec Pierre-Mony Chan et Alice Picard.
1. Esprit d'équipe (2014)
2. Vitesse de croisière (2020)

## Éditeurs
- Delcourt (collection Neopolis).
- NBM Publishing sous le titre Wake en anglais.

## Récompenses
- Prix jeunesse 9/12 ans au Festival d'Angoulême 2006 pour Nature humaine
- Essentiel Jeunesse au Festival d'Angoulême 2008 pour Retour de flammes

## Personnages

### Personnages principaux
- Nävis : héroïne de la série et seule humaine connue du convoi. Elle est la seule, de par son espèce, dont l'esprit ne peut être sondé par aucune des races télépathiques de Sillage. Cette spécificité, alliée à ses capacités athlétiques et son tempérament pousseront la Constituante (l'assemblée dirigeant le convoi) à lui proposer un travail d'agent spécial de Sillage. Elle se distingue par sa force de caractère, son humour cynique et sa compassion envers les plus faibles. Révoltée par les injustices, elle est prête à tout pour faire respecter ce qu'elle considère être juste, quitte à violer les lois de Sillage. Mais son entêtement et une certaine naïveté l'amèneront à commettre des erreurs parfois irréparables, comme lors de la catastrophe du vaisseau-mère dans le tome 9.
- Bobo : Migreur rencontré dans le tome 1, seul individu intelligent de son espèce et conscient de son identité propre. C'est un ami de Nävis, il deviendra aussi un agent spécial. Très attaché à Nävis, il est prêt à tout pour l'aider et lui porter secours. Calme et raisonné, dans un corps extrêmement musclé, il vit avec Nävis sur son vaisseau-gîte.
- Snivel : à l'origine, assistant du Madjestœt Heiliig, il sera finalement reconfiguré pour devenir le robot à tout-faire de Nävis. Il fait office de « robot de ménage », de conseiller et aussi un peu de nounou auprès de Nävis. D'abord très vulnérable, il finit par se faire installer un logiciel pugilistique lui permettant de se défendre de manière efficace face à des ennemis en nombre important.
- Le général Rib'Wund : militaire de qualité de l'armée de Sillage, respecté par ses hommes et extrêmement agile au combat. C'est un Askelonn orangé[1], race à sang froid qui fournit de très bons officiers d'active. Il a sauvé la vie de Nävis en débarquant sur sa planète de résidence après avoir capté un message depuis son vaisseau enterré. Il est l'instructeur de Nävis, mais également un de ses amis les plus fidèles. À la fin du tome 4, il est inculpé pour sa participation active dans l'affaire du trafic de planètes. Il sera emprisonné dans un quartier pénitentiaire de haute-sécurité où Nävis viendra lui rendre visite pour l'interroger dans le tome 7. Il reviendra dans le tome 12 où il sera l'assistant de Nävis.
- Le général Juaiz Rammasz : ancien élève du général Rib'Wund (à qui il voue une admiration sans limite) et compagnon d'armes de Nävis et Bobo. Militaire de grande qualité, fin tacticien et soucieux de mener à bien ses missions, il manque néanmoins de réactivité face à l'imprévu. Très proche de Nävis, il ne lui pardonnera pourtant pas certaines de ses erreurs, notamment à la suite de la destruction d'une partie du vaisseau-mère de la Constituante dans laquelle il a perdu des proches (tome 9).
- Le consul Enshu Atsukau : télépathe très puissant. Personnage trouble fasciné par Nävis, du fait qu'elle soit la seule personne féminine dont il ne peut pas lire ni influencer les pensées. Ses capacités de télépathe lui permettent d'influencer les décisions d'autres individus, d'où son poste de diplomate indépendant au sein de Sillage. Son rôle est obscur, il semble manipuler la Constituante et détourner les lois à son avantage. En plus de ses manipulations politiques, le Consul est un charmeur invétéré, dont le vice est poussé à l'extrême grâce à des technologies raffinées.

## Peuples de Sillage
- Främakösz : peuple du convoi qui contrôle la production de Tellurane, un médicament rare et cher.
- Ftoross : peuple le plus important du convoi d'un point de vue quantitatif. Entassés dans des vaisseaux-poubelles, les Ftoross sont un peuple ravagé par la pauvreté et une épidémie mystérieuse qui fait des centaines de morts tous les jours. Cette maladie ne peut être soignée que par un médicament au prix prohibitif : la Tellurane.
- Gardonnias : ce sont les vigilants-psy du convoi. Les représentants de ce peuple sont envoyés en reconnaissance sur les planètes surveillées par la Constituante. Leur mission est de détecter toute forme de vie évoluée. Le Gardonnia envoyé sur la planète de Nävis n'a pas détecté sa présence, permettant ainsi l'arrivée du Madjestœt Heiliig, chef de la communauté Hottard.
- Golpeados
- Humains : Nävis en est la seule représentante de Sillage reconnue, mais on peut évoquer le groupe ramené par Nävis durant le tome 8, ainsi que la présence d'un humain sur la planète des Püntas. Ils ne sont pas psy-actifs, ni même psy-passifs. Ils sont la seule espèce connue de Sillage à être psy-neutres.
- Hottards : bipèdes à la peau marron, les Hottards ne peuvent vivre qu'à des températures très élevées. Lorsqu'ils prennent possession de la planète où vit Nävis, ils lancent un processus de "hottaformation" qui permet d'augmenter la température à la surface, permettant ainsi aux Hottards de pouvoir s'y installer. Parmi les représentants notables de ce peuple on peut citer le Madjestœt Heiliig, envoyé en mission pour trouver une nouvelle planète susceptible d'accueillir le peuple Hottard, et Saahre, son épouse.
- Migreurs : ce sont des clones créés par la constituante. Ils ont pour mission de bâtir les infrastructures permettant à une civilisation de s'installer sur une planète. Ils ne sont pas conçus pour réfléchir mais uniquement pour exécuter les ordres. Bobo est une exception (sûrement issu d'une erreur), il est le seul représentant de son peuple à avoir conscience de son individualité. Les Migreurs se dévouent corps et âme à leur travail, aspirant à obtenir la « récompense » de leurs efforts. Cette récompense est une petite pilule vert fluorescent qui provoque la dissolution du Migreur qui l'ingère.
- Plol-llul : Lehwis est le seul représentant rencontré au cours des différents tomes de Sillage. Il ressemble à un gros oiseau. À noter que son vaisseau ressemble étrangement à un poulet rôti. On le rencontre dans le tome 3.
- Püntas : ce sont les habitants de la planète TRI-JJ 768 sur laquelle Nävis effectue sa première mission dans le tome 3. Ils sont répartis en deux espèces, les Püntas purs, qui ressemblent à des félins humanoïdes avec trois yeux, dont un au milieu du front, et des Püntas hybrides humains, dont le génome mêlé à celui des humains est instable. Les humano-püntas se reproduisent de manière sexuée et méprisent les Püntas purs, qui ont un mode de vie nomade et primitif et se reproduisent par le biais de reine-pondeuses. Les deux peuples gardent pour seule similitude leur épiderme blanc doté de taches noires aux niveaux du nez et autour des yeux (ainsi que sur le front pour les humains qui n'ont pas le troisième œil des Püntas purs). La civilisation pseudo-humaine, arrivée à l'âge industriel, ressemble à un mélange de civilisation russe impériale (notamment à cause du mode de gouvernement et du climat arctique de TRI-JJ 768) et française (les noms ont des consonances françaises, ce qui est sans doute dû aux origines du créateur humain des Püntas hybrides). On apprend que les hybrides humains ne peuvent se reproduire que grâce à un vaccin inventé par le créateur (humain) de la race. Sans ce vaccin, les hybrides ne peuvent enfanter que des Püntas purs car leurs gènes sont beaucoup plus puissants. L'usine qui produisait le vaccin étant détruite dans le tome 3, la race hybride est donc condamnée à s'éteindre à moyen terme.
- Yiahru-KaH : une race d'exécuteurs, aux origines non précisées, au nombre de six représentants dans tout l'univers. Ils sont décrits comme les guerriers et télépathes les plus puissants ayant jamais existé. Bien qu'il arrive à certains de commettre des meurtres par raisons personnelles, d'autres préfèrent se faire engager par de riches consortiums ou gouvernements. Nävis apprendra leur existence et en affrontera un dans le tome 14.

## Produits dérivés

### Jeu de cartes
- Sillage (2003), édité par Darwin Project. De 2 à 5 joueurs pour une durée de 30 minutes.